# Андреківське
Андре́ківське — село у Селятинській сільській громаді Вижницького району Чернівецької області України.

## Географія
Через село тече струмок Андриківський, лівий доплив Кобилари.

### Клімат
Село знаходиться у зоні, котра характеризується вологим континентальним кліматом. Найтепліший місяць — серпень із середньою температурою 16 °C. Найхолодніший місяць — січень, із середньою температурою -5 °С.
| Клімат Андреківського         | Клімат Андреківського | Клімат Андреківського | Клімат Андреківського | Клімат Андреківського | Клімат Андреківського | Клімат Андреківського | Клімат Андреківського | Клімат Андреківського | Клімат Андреківського | Клімат Андреківського | Клімат Андреківського | Клімат Андреківського | Клімат Андреківського |
| Показник                      | Січ.                  | Лют.                  | Бер.                  | Квіт.                 | Трав.                 | Черв.                 | Лип.                  | Серп.                 | Вер.                  | Жовт.                 | Лист.                 | Груд.                 | Рік                   |
| Середній максимум, °C         | −2                    | 0                     | 4                     | 11                    | 16                    | 20                    | 22                    | 22                    | 17                    | 11                    | 7                     | 0                     | 10,7                  |
| Середня температура, °C       | −5                    | −4                    | 0                     | 6                     | 11                    | 15                    | 16                    | 16                    | 12                    | 7                     | 3                     | −3                    | 6,2                   |
| Середній мінімум, °C          | −8                    | −7                    | −3                    | 2                     | 6                     | 10                    | 11                    | 11                    | 8                     | 3                     | 0                     | −5                    | 2,3                   |
| Норма опадів, мм              | 47.9                  | 66.4                  | 81.7                  | 108.3                 | 186.5                 | 195.3                 | 159.4                 | 106.4                 | 70.3                  | 74.9                  | 46.3                  | 52                    | 1195.4                |
| Днів з дощем                  | 7                     | 6                     | 6                     | 9                     | 15                    | 13                    | 12                    | 8                     | 5                     | 6                     | 4                     | 5                     | 96                    |
| Вологість повітря, %          | 89                    | 89                    | 84                    | 76                    | 79                    | 81                    | 78                    | 74                    | 75                    | 77                    | 79                    | 87                    | 80.7                  |
| ----------------------------- | --------------------- | --------------------- | --------------------- | --------------------- | --------------------- | --------------------- | --------------------- | --------------------- | --------------------- | --------------------- | --------------------- | --------------------- | --------------------- |
| Джерело: World Weather Online |                       |                       |                       |                       |                       |                       |                       |                       |                       |                       |                       |                       |                       |